# Kiss-Bitay Éva
Kiss-Bitay Éva (Beszterce, 1928. május 20. – Kolozsvár, 2017. augusztus 21.) romániai magyar pedagógus, biológus, biológiai szakíró. Kiss István felesége.

## Életútja
Középiskoláit a nagyenyedi Bethlen Gábor Kollégiumban végezte (1949), a Bolyai Tudományegyetemen Csűrös István tanítványaként biológia szakos tanári diplomát szerzett (1953). Diplomadolgozata: Kérgi serkentők és gátlók hatása az ellenanyagképzésre. Tanár Szilágycsehben (1954), Kolozsvárt (1955–65), általános iskolai aligazgató ugyanitt (1966–83) nyugalomba vonulásáig.
Első írását az Igazság közölte (1962). A Napsugár "Ég-Föld-Természet" című rovatának szerkesztője, román tankönyvek fordítója. Tudományterjesztő cikkei az Igazság, Dolgozó Nő, România Liberă, Búvár (Budapest, 1963), Natura (1964–69) hasábjain jelentek meg.

## Kötetei (válogatás)
- Tájékozódás és hírközlés az állatvilágban (1974);
- Tévhit és valóság az állatvilágban (1979);
- Tarkabarka élővilág (1984).
- Állatok egymás között. Kolozsvár : Stúdium, 1995. 139 p. ISBN 973-96342-8-1
- Nagy állatlexikon : [közel 700 állatfaj részletes ismertetése]. Kisújszállás : Tengerszem Kv., 2005. 135 p. ISBN 963-237-155-0
- Fantasztikus Földgolyó : ismeretterjesztő írások gyerekeknek, kamaszoknak. Cluj-Napoca : Koinónia, 2010. 182 p. ISBN 978-973-165-032-6